# Hexatoma unicolor
Hexatoma unicolor är en tvåvingeart som först beskrevs av de Meijere 1914.  Hexatoma unicolor ingår i släktet Hexatoma och familjen småharkrankar. Inga underarter finns listade i Catalogue of Life.